# 1999년 미스코리아
1999년 미스코리아는 1999년 5월 23일에 서울특별시 종로구의 세종문화회관에서 열린 마흔세 번째 미스코리아 선발대회이다. 문화방송(MBC TV)으로 중계하였다.

## 입상자
| 대회 |        | 진 (眞) | 선 (善)                  | 미 (美) |
| ---- | ------ | ------- | ------------------------ | ------- |
| 본선 | 김연주 | 한나나  | 설수현                   |         |
| 강원 | 정근영 | 원혜정  | 전영혜                   |         |
| 경기 | 김춘호 | 이미영  | 권미산                   |         |
| 경남 | 박지현 | 전민정  | 서지혜                   |         |
| 경북 | 박윤경 | 설수현  | 이현정                   |         |
| 광주 | 박이순 | 박선영  | 강자희                   |         |
| 대구 | 이정은 | 성민영  | 손혜임                   |         |
| 대전 | 김연주 | 황수경  | 최순영                   |         |
| 충남 | 김연주 | 황수경  | 최순영                   |         |
| 부산 | 홍정영 | 윤혜경  | 김효주                   |         |
| 서울 | 안복희 | 한나나  | 박성희 · 이혜원 · 한미진 |         |
| 울산 | 최선영 | 신윤희  | 박종선                   |         |
| 인천 | 이인혜 | 한주랑  | 조윤경                   |         |
| 전남 | 오수현 | 박가영  | 김세희                   |         |
| 전북 | 박미화 | 서고운  | 소은정                   |         |
| 제주 | 김은희 | 강옥미  | 고행림                   |         |
| 충북 | 최선화 | 윤혜진  | 홍민경                   |         |

## 참가자 사진

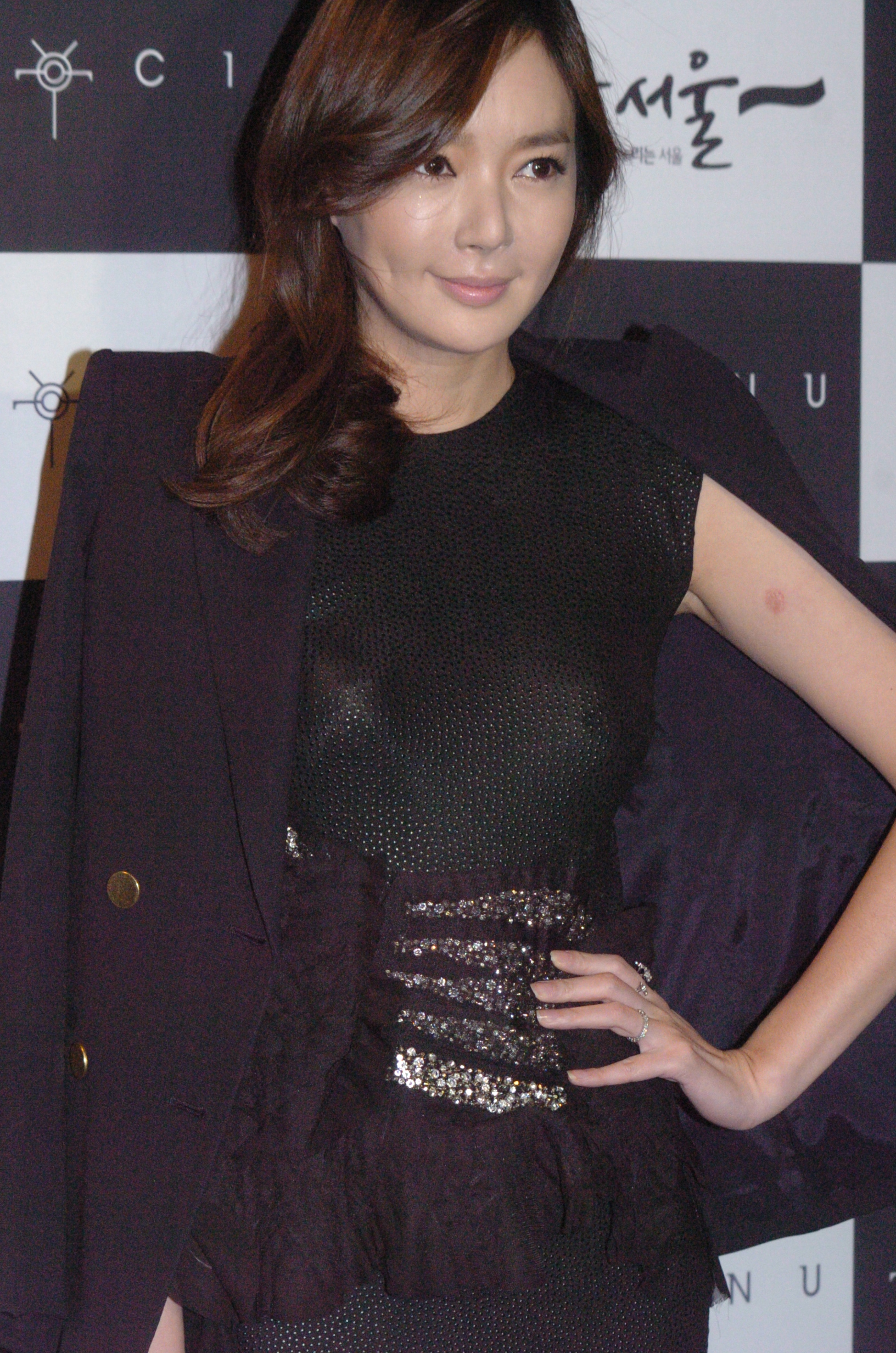
1999년 미스코리아 진 김연주, 미스 대전-충남 진
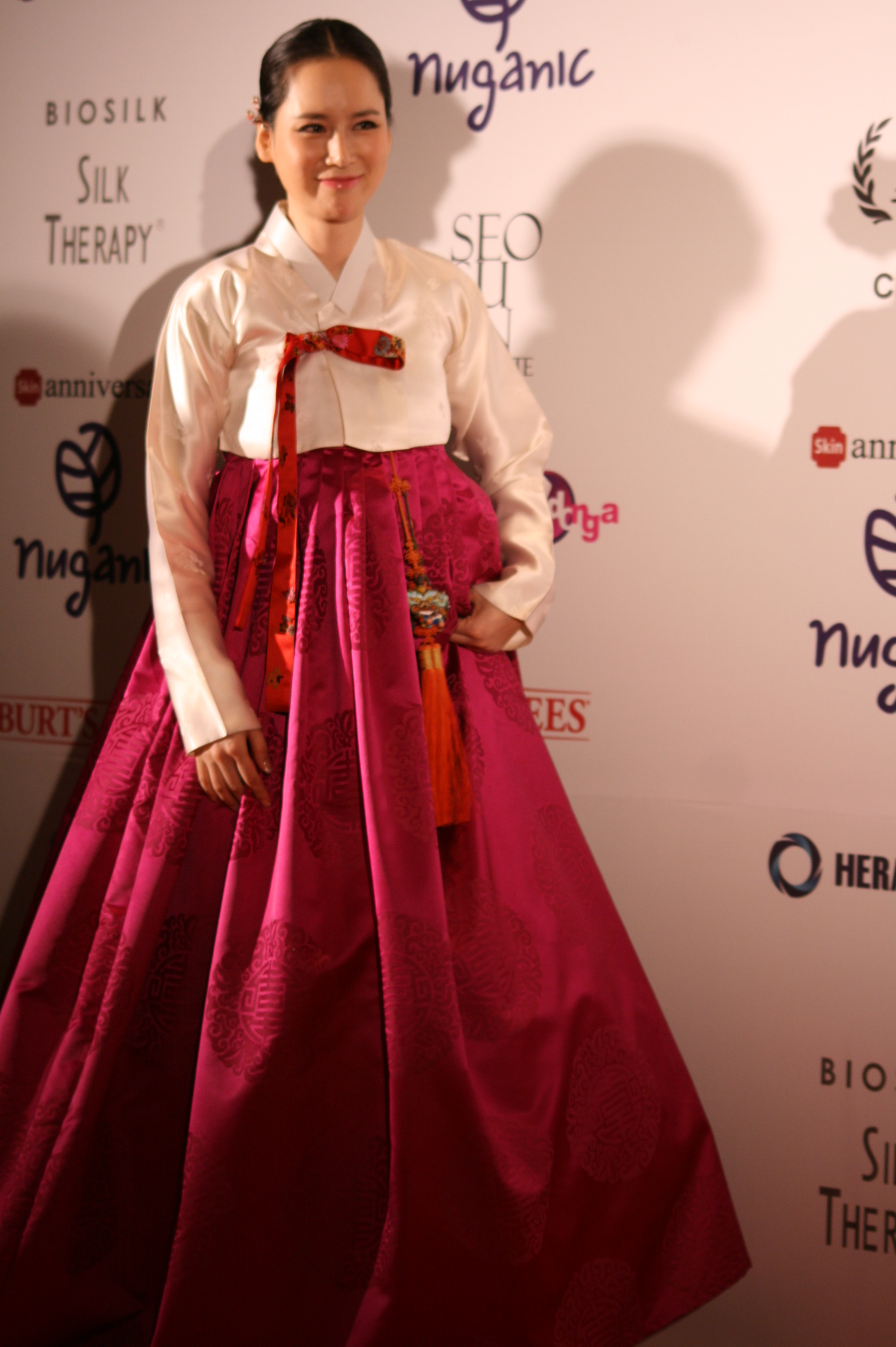
1999년 미스코리아 휠라 이혜원, 미스 서울 미